# Carl-Viggo Hølmebakk

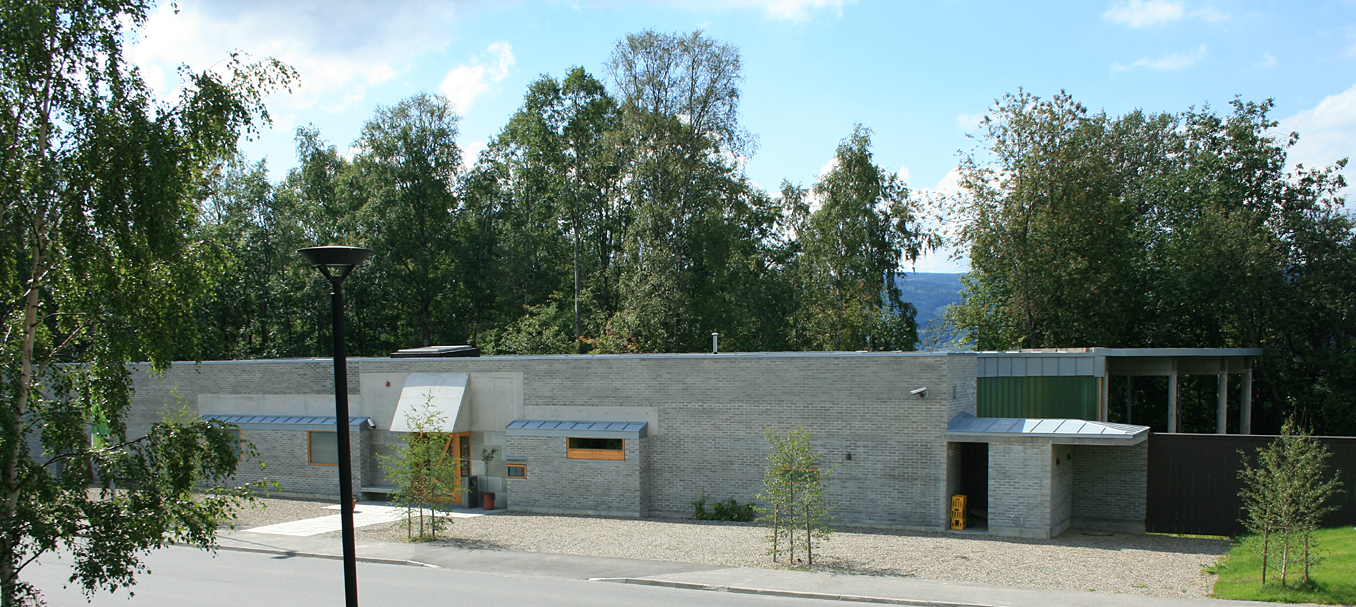
Besökscentrum vid Sigrid Undsets hem Bjerkebæk i Lillehammer

Carl-Viggo Hølmebakk, född 3 juni 1958 i Horten, är en norsk arkitekt.
Carl-Viggo Hølmebakk utbildade sig på Arkitektur- og designhøgskolen i Oslo 1978–84 och på Cooper Union i New York 1984–85. Han arbetade på NSB:s arkitektkontor i Oslo 1986–88 och har ett eget arkitektkontor sedan 1992.
Hølmebakk fick den norska arkitekturutmärkelsen Groschmedaljen 2009.

## Verk i urval
- Asker krematorium, 2000, vilket nominerades till Europeiska unionens pris för samtidsarkitektur (Mies van der Rohe-priset) 2001
- Utsiktsplattformen på Sohlbergplassen, 2006, vilken nominerades till Mies van der Rohe-priset 2009
- Besökscentrum vid Sigrid Undsets hem Bjerkebæk i Lillehammer, 2007
- Strømbu rastplats, Rondane, 2008
- Jektvik färjekaj, Rødøy, 2010